# 박철진 (축구 선수)
박철진(朴哲鎭, 1985년 9월 5일 ~ )은 조선민주주의인민공화국의 축구 선수이다. 압록강체육단 소속이며, 포지션은 중앙 수비수이다. 2010년 FIFA 월드컵에서 조별 예선 3경기에 출전하였다.